# Sonic the Hedgehog (Film)
Sonic the Hedgehog ist ein US-amerikanischer Kinofilm mit der Computerspielfigur und dem Maskottchen Segas Sonic the Hedgehog. Der Film wurde von Original Film, Marza Animation Planet und Blur Studio in Zusammenarbeit mit Sega Sammy Group produziert und von Paramount Pictures vertrieben; Kinostart war am 14. Februar 2020 und in Deutschland bereits am 13. Februar 2020. Der Nachfolger Sonic the Hedgehog 2 lief 2022 in den Kinos an, im Dezember 2024 folgte Sonic the Hedgehog 3.

## Handlung
Sonic the Hedgehog ist ein 15-jähriger blauer anthropomorpher Igel, der Chilidogs und Verfolgungsjagden liebt. Niemand kann so schnell rennen wie Sonic, der Überschallgeschwindigkeit erreichen kann. Auf seiner Welt wurde er deswegen von einem Ameisenigel-Clan gejagt, woraufhin sein Beschützer Langklaue ihm zur Flucht zur Erde verhalf. Zehn Jahre später lebt Sonic fröhlich auf der Erde in der Kleinstadt Green Hills in Montana, sehnt sich jedoch nach einem echten Freund. Nachdem er gemerkt hat, wie einsam er ist, verzweifelt er und fängt an, um ein Baseballfeld zu rennen. Dies erzeugt eine enorme Energie und legt die Elektrizitätsversorgung im ganzen pazifischen Nordwesten lahm. Daraufhin heuert das Militär den verrückten Wissenschaftler Dr. Ivo Robotnik an, um dieser Anomalie nachzugehen.
Auf der Suche nach einem sicheren Platz trifft Sonic auf den Kleinstadtpolizisten Tom Wachowski, der ihn aus Angst mit einem Beruhigungsmittel lähmt; dadurch wird Sonic bewusstlos, und seine Portalringe landen in San Francisco. Als Sonic später aufwacht, verhilft Tom ihm zur Flucht, da Dr. Robotnik ihm auf den Fersen war und sowohl ihn als auch Sonic bedroht. Nach ihrer Flucht findet Robotnik einen Stachel von Sonic und erklärt Tom zum Verbrecher. Tom und Sonic beginnen eine Reise nach San Francisco, um die Ringe zurückzuholen, immer verfolgt von Dr. Robotniks zerstörerischen Maschinen. Trotz aller Differenzen werden die beiden bald Freunde, und Tom findet heraus, dass Sonic schon immer einen echten Freund wollte. Sonic hingegen konfrontiert Tom mit der Tatsache, dass dieser Green Hills verlassen möchte, um einem richtigen Polizistenjob in San Francisco nachzugehen. Sonic wirft Tom vor, dass er seine echten Freunde verlassen würde. Nachdem sie von Robotnik attackiert wurden, wird Sonic bewusstlos.
Tom bringt Sonic zu seiner Frau Maddie Wachowski, die Tom dabei unterstützt, Sonic zu helfen. Die drei erreichen die Transamerica Pyramid in San Francisco, wo Sonics Ringe liegen. Die drei werden von Robotnik konfrontiert, was dazu führt, dass Tom und Maddie durch die Explosion vom Haus stürzen, ehe Sonic sie mit einem Portalring rettet. Dieser rennt davon, dicht gefolgt von Robotnik, der nun durch Sonics Stachel ebenfalls Überschallgeschwindigkeit erreicht hat. Nach einer weltweiten Verfolgungsjagd finden die beiden sich wieder in Green Hills, wo Sonic erneut bewusstlos wird. Nach einer kurzen Auseinandersetzung zwischen Robotnik und Tom nennt letzterer Sonic einen Freund, woraufhin dieser aufsteht und seine Kraft zurückerlangt, die Robotnik ihm gestohlen hatte. Während der letzten Konfrontation schaffen es Sonic und Tom, Robotnik mit einem Portalring zu einem Pilzplaneten zu senden, auf den Sonic einst fliehen wollte. Nach Robotniks Niederlage entscheiden sich Tom und Maddie, in Green Hills zu bleiben, und nehmen Sonic als neues Familienmitglied auf. Das Militär entschuldigt sich mit einem 50-Dollar-Essensgutschein bei den Wachowskis und leugnet die Existenz von Dr. Robotnik. Robotnik hingegen hat seinen Sturz auf den Pilzplaneten überlebt und plant seine Rache. Er hat sich seine Haare abrasiert und einen langen Schnurrbart wachsen lassen, wodurch er dem originalen Robotnik deutlich mehr ähnelt.
In einer Mid-Credits-Szene findet Miles Tails Prower, ein zweischwänziger Fuchs aus Sonics Welt, einen Weg auf die Erde.

## Veröffentlichung
Sonic the Hedgehog sollte ursprünglich im Jahr 2018 von Sony Pictures Release unter dem Label Columbia Pictures veröffentlicht werden. Im Februar 2018, kurz nach der Übernahme der Rechte, plante Paramount Pictures die Veröffentlichung für den 15. November 2019. Aufgrund von Beschwerden vieler Fans wegen des Designs von Sonic the Hedgehog wurde die Veröffentlichung von Paramount Pictures ein weiteres Mal verschoben auf Februar 2020.
Am 25. Januar 2020 erfolgte ein Fan-Screening in den USA in Los Angeles, wo auch Jim Carrey anwesend war. Drei Tage später fand ein weiteres Screening in Berlin statt, ebenfalls im Beisein von Carrey.

Die DVD und die Blu-Ray zum Film erschienen am 25. Juni 2020.

## Kritik an Sonics Gestaltung
Anfang Mai 2019, nachdem der Trailer für den Film auf YouTube veröffentlicht worden war, waren viele Sonic-Fans der Meinung, dass Sonics Design zu menschlich aussehe. Einige von ihnen stellten bearbeitete Versionen des Trailers, in denen sie den aus den Computerspielen bekannten Sonic the Hedgehog einbauten, auf YouTube online. Am 2. Mai 2019 gab Jeff Fowler, der Regisseur des Films, auf Twitter bekannt, dass Sonic als Reaktion auf die Beschwerden des Publikums neu gestaltet werde. Das Erscheinungsdatum des Films blieb zunächst unverändert, was zu der Sorge führte, dass eine Überarbeitung des Protagonisten die visuellen Effekte überfordern könnte. Am 24. Mai 2019 gab Fowler auf Twitter bekannt, dass der Film auf den 14. Februar 2020 verschoben werde.

## Rezeption

### Einspielergebnis
Die weltweiten Einnahmen aus Kinovorführungen belaufen sich bei einem Budget von 85 Millionen US-Dollar auf 306,77 Millionen US-Dollar, von denen der Film allein 146,07 Millionen im nordamerikanischen Raum einspielen konnte. Damit befindet er sich auf Platz 7 (Stand: 5. September 2023) der finanziell erfolgreichsten Filme des Jahres 2020. In Deutschland verzeichnete der Film insgesamt 1.226.306 Kinobesucher, durch die er 8,77 Millionen Euro erwirtschaften konnte und sich auf Platz 4 der Jahres-Charts 2020 befindet.

### Kritiken
Auf der Website Rotten Tomatoes konnte der Film rund 63 Prozent der 236 Kritiker und sogar 93 Prozent der Zuschauer überzeugen.

## Filmmusik
Trackliste
- Gangsta’s Paradise - Coolio (feat. L.V.)
- Supersonic - J.J. Fad
- Blitzkrieg Bop - Ramones
- Friends - Hyper Potions, Chi-Chi
- Don’t Stop Me Now - Queen
- Walkürenritt – Richard Wagner
- White Lightning - Tennessee River Crooks
- All Fired Up - The Lazys
- I’m turning' 'em Up - Wyley Randall
- Bad News - Ghost Hounds
- BOOM - X Ambassadors
- Love In The City – John Christopher Stokes
- Where Evil Grows - The Poppy Family
- Catch Me I’m Falling - Kelly Finnigan
- Green Hill Zone - Jon Batiste
- Speed Me Up - Wiz Khalifa, Ty Dolla $ign, Lil Yachty & Sueco the Child
- Gotta Go Fast - Chizzy Stephens (nicht verwendet im Film)

## Synchronisation
Die deutsche Synchronisation entstand unter der Dialogregie von Marius Clarén nach einem Dialogbuch von Tobias Neumann im Auftrag von Interopa Film.
| Rolle                     | Darsteller / Originalsprecher | Synchronsprecher    |
| ------------------------- | ----------------------------- | ------------------- |
| Sonic the Hedgehog        | Ben Schwartz                  | Julien Bam          |
| Dr. Ivo Robotnik          | Jim Carrey                    | Stefan Fredrich     |
| Tom Wachowski             | James Marsden                 | Robin Kahnmeyer     |
| Maddie Wachowski          | Tika Sumpter                  | Britta Steffenhagen |
| Agent Stone               | Lee Majdoub                   | Marius Clarén       |
| Major Bennington          | Neal McDonough                | Peter Flechtner     |
| Air Force Chief of Staff  | Michael Hogan                 | Uli Krohm           |
| Commander Walters         | Tom Butler                    | Kaspar Eichel       |
| Rachel                    | Natasha Rothwell              | Elisa Bannat        |
| Wade                      | Adam Pally                    | Tommy Morgenstern   |
| Crazy Carl                | Frank C. Turner               | F.G.M. Stegers      |
| Longclaw                  | Donna Jay Fulks               | Arianne Borbach     |
| Sonic the Hedgehog (Jung) | Benjamin L. Valic             | Carlo Clarén        |
| Navy Chief of Staff       | Garry Chalk                   | Wolfgang Müller     |
| Roadhouse Kellnerin       | Shannon Chan-Kent             | Jelena Baack        |
| Geschäftsmann             | Jeremy Arnold                 | Sascha Oliver Bauer |
| Miles Tails Prower        | Colleen O’Shaughnessey        | Sebastian Fitzner   |

## Fortsetzungen
Ende Mai 2020 wurde bekannt, dass eine Fortsetzung zum Film in Planung sei. Bei dieser übernahm Jeff Fowler erneut die Regie, Patrick Casey, Josh Miller und John Whittington schrieben das Drehbuch. Neal H. Moritz, Toby Ascher, Toru Nakahara, Hitoshi Okuno und Tim Miller fungierten als Produzenten. Die Produktion des zweiten Teils lief am 15. März 2021 unter dem Codenamen Emerald Hill an, und wurde damit nach dem ersten Level des Sonic-Spiels Sonic the Hedgehog 2 benannt. Das Produktionsstudio für den zweiten Teil Red Energy Films stellt ein Budget von 20 Millionen Dollar zur Verfügung.
In Deutschland lief Sonic the Hedgehog 2 am 31. März 2022 in den Kinos an, der US-amerikanische Kinostart erfolgte am 8. April 2022.
Der dritte Teil, Sonic the Hedgehog 3, lief im Dezember 2024 an.

## Nominierungen
Der Sonic-Film wurde für die E!’s People’s Choice Awards nominiert zum Family Movie of 2020 Außerdem wurde er auch zum SXSW Film Design Award nominiert. Ebenfalls erhielt er bei den Critics’ Choice Super Awards 2021 eine Nominierung als bester Superheldenfilm.